# Тинлей, Джигме
Джигме Йозер Тинлей (дзонг-кэ བློན་པོ་ འཇིགས་མེད་ འོད་ཟེར་ཕྲིན་ལས།, англ. Jigmi Yozer Thinley; род. 9 сентября 1952, Бумтанг, Бутан) — бутанский политик, премьер-министр Бутана с 20 июля 1998 по 9 июля 1999, с 30 августа 2003 по 20 августа 2004 и с 9 апреля 2008 по 30 июля 2013.

## Биография
Окончил Университет штата Пенсильвания. С 1974 года на государственной службе, в феврале 1987 года награждён титулом дашо и правом на красный пояс, а в 1990 году стал администратором Восточной зоны королевства с ведением зональной системы. В 1992 году он был назначен секретарём в министерство внутренних дел, а в январе 1994 года заместителем министра внутренних дел с правом ношения оранжевого пояса. В том же году он стал постоянным представителем Бутана при ООН и других международных организаций в Женеве.
2 июня 1999 года был награждён высшей гражданской наградой страны — Королевским орденом Бутана.
После возвращения Бутана к демократической системе управления первым дважды занимал по ротации пост премьер-министра, в 1998—2003 годах также будучи министром иностранных дел.
В марте 2008 года возглавил Партию мира и процветания на первых демократических парламентских выборах в стране. Поскольку ПМП получила 45 из 47 мест в Национальной ассамблее, Тинлей получил право на формирование правительства. Он вступил в должность 9 апреля. Срок его полномочий окончился 30 июля 2013 года в связи с вступлением в должность преемника.
Возглавив правительство Бутана, Тинлей обвинил в мировом экономическом кризисе 2008—2009 годов «ненасытную человеческую жадность» и подчеркнул необходимость сосредоточиться на понятии валового национального счастья как альтернативе валового национального продукта. Его правительство работало, основывая свою политику на валовом национальном счастье, а не на чисто экономических соображениях.
17 декабря 2008 года награждён Орденом Великой победы дракона-громовержца